# Gabriele Spizzichini
Gabriele Spizzichini (Roma, 16 dicembre 1992) è un cestista italiano.

## Carriera

### Club
Cresciuto nelle giovanili della Basket Roma nel 2009 viene ingaggiato dalla Virtus Bologna, dove disputa 8 partite in Serie A con la prima squadra. Si è poi trasferito in prestito in Divisione Nazionale A dapprima alla Virtus Siena, in seguito alla Pallacanestro Ferrara 2011.

### Nazionale
Con l'Italia under 20 ha disputato gli Europei 2012.

## Palmarès
- Campionato italiano dilettanti: 1

Virtus Bologna: 2016-17
- Coppa Italia Serie A2: 1

Scafati Basket: 2016
- Coppa Italia LNP: 1

Virtus Bologna: 2017